# Phusion Passenger
Phusion Passenger (informalmente também conhecido como mod_rails e mod_rack entre a comunidade Ruby) é um servidor web gratuito e servidor de aplicativos com suporte para Ruby, Python e Node.js. Ele foi projetado para se integrar ao servidor Apache HTTP ou ao servidor web nginx, mas também possui um modo de execução autônomo sem um servidor web externo. O Phusion Passenger oferece suporte a sistemas operacionais do tipo Unix e está disponível como um pacote gem, como um tarball ou como pacotes nativos do Linux.
Originalmente projetado para aplicativos web construídos na estrutura Ruby on Rails, ele foi posteriormente estendido para oferecer suporte a frameworks web Ruby arbitrários, por meio da interface Rack. Versões posteriores também adicionaram suporte para Python por meio da interface WSGI, bem como suporte para Node.js. Em 2012, a Phusion anunciou o Phusion Passenger Enterprise, uma variante comercial paga do Phusion Passenger com "uma ampla gama de recursos premium". A Phusion afirmou que a variante de código aberto continuará a ser desenvolvida e mantida junto com a variante Enterprise.
Phusion Passenger foi a "configuração de implantação preferida" para aplicativos Ruby on Rails em 2016, e foi recomendado pelos autores do Ruby on Rails em 2009. Em 2013, em combinação com Ruby 2.0, ou com o agora descontinuado Ruby Enterprise Edition, o Phusion Passenger afirmou que era capaz de reduzir o consumo de memória do Rails em 33%, bem como aumentar seu desempenho.